# Таурисион
Таурисион (грч. Ταυρίσιον; лат. Taurisium — Таурисијум или Тауризијум, односно Tauresium — Тауресијум или Таурезијум) је био позноантичко село, а потом и рановизантијска утврда у близини античке Бедеријане (грч. Βεδερίανα; лат. Bederiana). Таурисион је познат као родно место цара Јустинијана I (527-565), који је своје родно село утврдио подизањем заштитних зидина и кула, претворивши га у утврду. У непосредној близини, цар је подигао и нови град, који је назван Јустинијана Прима (грч. Ιουστινιανή Πρώτη; лат. Ivstiniana Prima / Justiniana Prima). На основу Јустинијанове XI новеле из 535. године у којој се изричито тврди да се Јустинијана Прима налазила у провинцији Медитеранској Дакији (лат. Dacia Mediterranea) и сведочења хроничара Јована Антиохијског (7. век) који је забележио да се Бедеријана налазила у близини Наисуса (данашњи Ниш у Србији), наука је утврдила да се Јустинијана Прима налазила на локалитету Царичин град код Лебана у Србији, док се Таурисион лоцира у непосредној близини. Пошто у околини Царичиног града постоји неколико мањих утврда из истог периода, даља археолошка истраживања ће показати која се од њих може најпоузданије сматрати за Јустинијаново родно место Таурисион.

## Старије претпоставке
Иако већина савремених истраживача сматра да се антички Таурисион налазио у непосредној близини Царичиног града (Јустинијана Прима) у данашњој Србији, у делу стручне јавности (првенствено у данашњој Северној Македонији) још увек су присутне и неке старије претпоставке, по којима се Јустинијанов Таурисион налазио на локалитету Таорско Градиште код села Таор у близини Скопља. Такве претпоставке су биле засноване првенствено на сличности између имена античког Таурисиона и назива села Таор, али то поистовећивање није опстало у науци, између осталог и због тога што су потоња археолошка истраживања показала да је локалитет Таорско Градиште био урбанизован већ током позноримске епохе, што не одговара опису Јустинијановог Таурисиона, који је све до 6. века био обично село.
Стога је велика већина савремених истраживча, укључујући и поједине стручњаке из саме Северне Македоније, напустила превазиђене претпоставке о убикацији Таурисиона, Бедеријане и Јустинијане Пеиме у околини Скопља, определивши се за околину Царичиног града.

## Остале претпоставке
У појединим местима на ширем подручју Царичиног града у новије време су се појавила локална уверења да би управо та места требало сматрати за Јустинијанов Таурисион. Почевши од 2009. године, у јавности су почеле да се појављују вести о недавном откривању извесних епиграфских споменика на локалитету Кале у Горњем Бријању код Бојника у Србији. Према саопштењима појединих приватних налазача, ради се о делимично сачуваном латинском натпису, односно табули у којој је поменут и Tauresium, из чега је изведена и претпоставка да управо тај локалитет представља Таурисион, родно место цара Јустинијана.